# 복지국가

GDP 대비 사회지출 비율(OECD)

복지국가는 국민의 공공복리와 행복의 증진을 주요한 기능으로 하는 국가이다. 복지(welfare)란 well(자기의사에 좇아 적절하고 충분히)와 fare(살아가다, 되어가다)로 이루어진 언어로서 ‘사람들의 만족상태와 행복도’를 의미하는데, 사회과학에서 정책 내지 체제의 목적으로서 사회복지가 전제됨으로써 학술적 용어로서도 쓰이게 되었다.

## 역사
19세기 후반 이후, 고도 자본주의의 발달에 따라 자본주의가 초래하는 많은 폐단이 각국에서 해결해야 할 문제로 나타나게 되었다. 마르크스는 미국 같은 자본주의 정부가 민주주의를 표방한다고 할지라도 결과적으로 부르주아 즉 유산계급의 이익만을 대변하는 '부르주아 독재'에 불과하다고 비판하면서 부르주아에게서 권력을 빼앗는 무산계급 혁명을 통해 자본주의를 전복하여야 한다고 주장하였다. 그러한 주장에 따르면 혁명 이후의 권력은 결과적으로 유산계급을 권력에서 배제하게 되므로 부르주아(유산계급) 독재에 대비하여 프롤레타리아(무산계급) 독재를 주창하였다. 오늘날 복지국가의 정책은 유산계급으로부터 막대한 세금을 거둬서 무산계급을 위해 쓰고 있다. 그러나 과거의 공산국가처럼 유산계급의 재산을 모두 몰수해 국가에다 귀속 시키지는 않는다. 복지국가에선 당 또한 공산당 하나만 있는 게 아니기 때문에 국민투표에 의해 국민들이 복지사회를 원치 않으면 언제든지 자본주의 국가로 탈바꿈을 할 수가 있다.
유산계급은 복지국가를 가리켜 "말이 좋아 복지국가이지, 공산국가나 다름이 없다"고 평한다. 유산계급 중에는 복지국가인 자신의 조국이 싫어서 다른 나라 (자본주의 국가)로 이민을 가는 사람들도 있다. 그럴 만큼 복지국가는 유산계급과 자본주의가 주도하는 경제에 대해 될 수 있는 한 적극 간섭하기 위하여 자유방임주의의 정책을 지양하고 적극적으로 사회의 경제질서에 개입하는 동시에 경제적 이해의 대립을 조화시키고, 국민복리의 실질적인 보장을 확보하려고 노력한다. 그러나 국민이 자기 소득의 일정부분을 세수 등의 형태로 국가에 납입하고, 일상생활에서 발생하는 위험, 즉 질병·사고·실업·노후 등의 보장을 국가에 귀속시킴으로써 국민의 일상생활이 국가기관에 의해서 타율적으로 조율되는 측면이 없지 않았다. 이것이 이른바 스칸디나비아 형태의 복지국가이다.
한국에서는 헌법에서 행복추구권과 인간답게 생활을 할 권리, 노동자의 단결권, 단체교섭권, 단체행동권을 보장하고 있다. 또 경제 질서의 기본룰과 독과점의 규제 등 공정한 경제운용을 통해 국가는 국민의 생활수준의 균등한 향상을 위한 조처를 취하는 것이 요청되고, 형식적인 측면에서는 어느 정도 복지국가적인 틀을 유지하고 있다고 할 수 있다.

## 복지의 의미

### 피구의 복지 개념
복지라는 개념을 사회과학서 사용한 것으로서 가장 많이 알려진 것은 피구(Pigou, 1877~1959)의 『복지(후생) 경제학』이다. 피구는 사회인들의 복지의 총화(總和)를 증진시키는 것을 경제학의 목적으로 했다. 그는 사회의 경제적 복지는 ① 국민소득이 증대할수록 ② 국민소득이 안정될수록 ③ 국민소득이 평등하게 될수록 증진한다고 간주했다. 즉 국민소득의 증대(성장), 안정화·평등화가 경제적 복지를 증진시킨다고 본 것이다. 피구는 편의상 경제외적인 복지는 경제적 복지와 같은 방향으로 움직인다고 상정했는데, 실제 정책에 있어서는 이 경제외적 복지의 증진이라 함도 경제적 복지의 증진과 같이 중시되어야 할 목표이다.

### 복지국가의 필요성

#### 국가 기관
국가 기관가 선정한 이상과 같은 정책 목적의 타당성 여부에 대해서는 그 후 다양한 의론(議論)이 있었으나, 결국 정책문제를 생각하는 이상 이런 일반적 목적을 전제로 하는 것이 필요하다는 견해가 지배적이다. 경제학에 있어서 복지국가란 여기서 설명한 바와 같은 의미의 사회 전체의 복지를 잘 증진시키는 국가라 할 수 있다. 특히 국민소득의 증대(성장)뿐 아니라 분배의 평등화, 안정화(구체적으로 완전고용 정책·사회보장 정책 등) 및 경제외적 복지의 증진에 충분한 배려하는 나라를 복지국가라고 말하게 된다. 사회보장·완전고용·소득 재분배 정책 등이 발달한 나라들이 복지국가라고 하는 것은 그 때문이다.

#### 영국의 복지국가 만들기(빈곤퇴치를 위한 복지국가)

###### 복지이론 만들기
영국은 의회민주주의와 경제학자 베버리지의 복지국가 이론으로써 빈곤퇴치를 위한 복지국가를 만들었다. 제2차세계대전이 있던 1941년 6월 처칠 보수당 행정부는 제2차 세계대전이 끝난 후를 준비하기 위해 조사위원회를 만들었다. 베버리지는 "사회보험 및 관련서비스에 관한 정부 부처 간 조사위원회"위원장으로 일했다. 조사위원회는 1년동안 조사, 토론, 관련자 의견을 경청함으로써 베버리지 보고서를 1942년 12월에 만들었다. 베버리지 보고서는 빈곤이 없는 사회를 만들어야 하며, 아동수당(영국사회의 앞날을 열어갈 어린이들이 건강하게 살도록 하자.), 보편의료(누구나 몸이 아프면 치료받을 수 있어야 한다.), 완전고용(누구나 일할 수  있어야 한다.), 국민최전선(최소한의 생활수준)이하로 사는 일이 없게 해야 한다라고 주장했다. 사회민주주의 정당인 영국 노동당과 중도보수정당인 영국 자유민주당의 주도로 복지국가를 만들었다.

###### 북유럽 사회민주주의 복지국가(차별없는 복지국가)
스웨덴은 사회자유주의자들이 복지국가를 주장하기 시작하였고, 1913년 보수정당인 스웨덴 자유당에서 기초노령연금을 제정하였다. 일부에선 복지국가 이야기를 하면 좌파라고 잘못 말하는 이들이 있는데, 스웨덴을 복지국가로 만들어간 이들은 보수주의자들이었다. 오히려 좌파정당인 스웨덴 사회민주노동당은 복지를 민중의 아편이라고 생각해서 비판적이었다, 하지만 1929년 미국 경제대공황의 영향으로 노동자들의 삶이 나빠지자, 스웨덴 사회민주노동당은 인민의 집 이론 즉 국가가 사회/경제적 약자들을 배려하는 따뜻한 공동체가 되도록 한다는 이론을 적극적 노동정책과 복지로써 실천했다. 적극적 노동정책은 정부가 실업문제를 해결하기 위해 사용자와 노동자를 연결하는 정책을 뜻하며, 한국에 빗대면 민주노총인 스웨덴 노동조합총연맹(LO)에서 주장한 동일노동 동일임금을 받아들였다.(참고로 한국의 민주노총도 동일노동 동일임금이 강령에 있다.) 복지정책은 기초노령연금으로써 노동능력이 없는 노년층들이 기초생활을 할 수 있도록 했으며, 여성들이 취직할 수 있도록 가족복지정책을 실시했다.(출처:《대한민국 복지_7가지 진실과 거짓》/이정우 외 지음/두리미디어 43-45쪽)

###### 독일의 복지국가 만들기
독일 보수정치가인 오토 폰 비스마르크가 사회안정을 위해 1880년대 사회보장제도로써 독일이 복지국가가 되도록 했다. 독일정부는 한국에도 있는 사회보험들인 산업재해보험, 장애인연금, 기초노령연금, 의료보험 등의 사회보험을 실시하여, 무산계급, 불안정노동자들이 국가에 불만을 갖지 못하도록 했다. (출처:《대한민국 복지_7가지 진실과 거짓》/이정우 외 지음/두리미디어 34쪽)이는 유럽과 한국은 다르기 때문에, 유럽 같은 복지국가가 될 수 없다는 반(反)복지국가 논리가 얼마나 터무니없는지를 말해주는 예라고 생각된다.
이러한 복지 전반에 충분한 고려가 이루어지기 위해서는 경제가 어느정도 발전단계에 도달해 있음이 필요한 조건이다. 왜냐하면 자본 축적 수준이 낮고 아주 가난한 사회에서는 먼저 경제성장이 요청되므로 경제 안정·평등·경제외적 복지는 경시되기 쉽고, 고도성장의 요청과 다른 요청을 양립시키는 일이 곤란하기 때문이다. 억지로 성장과 다른 목적을 양립시키기 위해서는 중앙집권적인 정치권력이 필요한데, 민주주의가 발달하지 못하고 경제발전이 낮은 단계에 있는 강력한 중앙집권 정치는 전제정치로 화하고, 정치·사회면에서의 국민의 복지를 매우 손상시킬 염려가 있다. 경제가 발전단계에 도달한 나라에서는 생산물의 공급능력이 풍부하게 되고 공급능력이 총 수요를 상회하기 쉬우므로 수요를 끊임없이 늘려 경제의 안정적 성장을 유지하기 위하여 공적 지출의 점증, 소득분배의 평등, 경제의 계획화가 요청된다. 대체로 유럽의 경우 국민소득 6000불 수준에서 복지국가의 기틀을 완비한 것으로 간주된다.dos::cw::복지사각지대수치심자극없이배려

## 복지국가·복지사회
서구적 맥락에서 국가와 사회가 엄연히 다르듯이 복지국가와 복지사회는 다른 개념이다.
1)이데올로기적으로 복지국가는 자유주의의 진화과정에서 발생한 데 반해, 복지사회는 사회주의적 경향이 농후하다 할 수 있다. 사회주의의 인간해방과 평등의 구현은 사회복지 자체이기도 하다.
2)복지의 주체와 대상과 범위 및 수단이 무엇이냐에 따라 구분된다. 복지국가는 정부가 주체가 되고 대상과 범위도 정부가 결정하여 사회복지를 구현한다는 뉘앙스가 강하다. 반면 복지사회는 주체도 다양하고 대상도 사회일반으로까지 확장된다. 개인과 공동체, 집단과 회사가 다 주체가 되고 기초적 복지 개념을 훨씬 뛰어넘는 적극적이고 포괄적, 전반적 복지의 총칭으로 볼 수 있다.
누구나 인간답게 행복한 삶을 살 수 있는 모든 사회적 조건과 환경을 조성하는 것을 복지의 지표라고 할 때, 진정한 복지사회의 추구는 한없이 진행될 것이다.
3)복지국가는 경찰, 야경국가에 대응해서 탄생한 만큼 한계를 띨 수밖에 없다. 피동적인 행정적 복지서비스의 제공만으로는 쉽게 실효를 거두기 어렵다. 복지사회는 정부에 더해 시민사회 등, 모든 사회적 주체들이 능동적으로 전반적인 복지서비스를 창출해내고 끝없이 증진시켜 나갈 때 비로소 구현될 수 있다 하겠다.

## 사회복지와 인권
사람들의 삶의 질 차원에서 사회복지와 인권은 밀접한 관련을 맺고 있다. 의식주 등 인간의 사회적 기본 요구가 충족되지 않는다면 인권은 보장된다 할 수 없다. 또 인간의 기본적 인권이 여러 요소에 의해 침해를 받는다면 인간의 행복과 복지는 그 토대부터 흔들릴 수밖에 없다.
인권은 "모든 인간이 선천적으로 타고난 권리로서 그것이 보장되지 않으면 인간답게 살 수없는 것, 즉 인간답게 살 모든 권리를 뜻한다." 사회복지도 헌법34조에 명시되어 있듯, 모든 인간이 인간답게 살 권리를 실현하는 것을 말한다. 사회복지는 누구나 복지를 향유하고 인간으로서의 적절한 수요를 충족케 하는 것이다. 특히 핍박받고 고통받는 사회적 약자의 복지에 대한 요구를 수렴하는 것이다.
이렇듯, 복지와 인권 개념은 결코 분리할 수 없다. 인권이 좀 더 추상적 관념이라면 사회복지는 인권이 구체적으로 현실화되는 것으로 이해할 수 있다.
한편, 인권은 세계인권선언에도 나와 있는 것처럼 불변성과 보편성, 절대성, 평등성을 다분히 전제하는 특성이 있다. 따라서 사회복지도 당연히 누구에게나 적용되는 평등성과 복지의 세계적 수준을 추구해야 하는 보편성을 띠고 있다. 사회복지 개념은 일국적 차원에서 논의되고 구현되는 것이 아니라 인류보편적 기준에 부합해서 인간의 존엄성이 보장되는 방식으로 예외없이 추구되지 않으면 안된다. 선진국이면 선진국의 레벨에 맞는 수준 높은 복지사회를 구축하는 것이 절실히 요청된다 하겠다.
한국적 현실은 선진국을 부르짖으면서도 정작 그 선진국들의 수준에 한참 미달하는 복지서비스와 복지체제로 인해 수많은 사회문제와 빈부 갈등을 야기하고 있다.
- 세계복지비 지출현황(GDP대비)

덴마크 29.2%
스웨덴 28.9%
프랑스 28.5%
독일 27.4%
벨기에 27.2%
스위스 26.4%
오스트리아 26.0%
핀란드 24.8%
네덜란드 24.3%
이탈리아 24.4%
그리스 24.3%
노르웨이 23.9%
리투아니아 23.0%
영국 21.8%
포르투갈 21.1%
룩셈부르크 20.8%
에스토니아 20.1%
아이슬란드 19.8%
스페인 19.6%
뉴질랜드 18.5%
호주 18.0%
라트비아 17.9%
캐나다 17.8%
일본 16.9%
미국 14.8%
아일랜드 13.8%
체코 11.8%
대한민국 6.1%

## 같이 보기
- 복지국가소사이어티 (대한민국 시민단체)
- 스웨덴의 복지
- 역동적 복지 (dynamic welfare)
  - 역동적 복지국가 (dynamic welfare state)
- 보편적 복지 (universal welfare)
  - 보편적 복지국가 (universal welfare state)
- 사회주의
- 효
- 인권
- 프롤레타리아 독재
- 평등